# Saint-Julien-Puy-Lavèze
Saint-Julien-Puy-Lavèze è un comune francese di 362 abitanti situato nel dipartimento del Puy-de-Dôme nella regione dell'Alvernia-Rodano-Alpi.

## Storia

### Simboli
Lo stemma ricorda l'unione tra Saint-Julien e Puy-Lavèze, avvenuta nel 1791, con i colori della Repubblica francese. Il lupo è ripreso dal blasone della famiglia Le Loup, il falco è attributo di san Giuliano, patrono di Saint-Julien. Le due figure sono separate da una fascia ondata che rappresenta l'acqua che scaturisce dalla sorgente di Sainte-Radegonde.

## Società

### Evoluzione demografica
Abitanti censiti